# Académie berbère
L'Académie berbère (en amazigh : Agraw imaziɣen), est une association culturelle basée à Paris et vouée aux cultures amazighes.

## Histoire et structure
À partir des années 1968/70, le bureau de cette académie comprenait : 
- un président : Mohand Saïd Hanouz, professeur de pharmacologie et écrivain ;
- un vice-président : Youssef Achour, ancien sous-préfet et sénateur ;
- un secrétaire général : Hamici Hamid, animateur de la chaîne de radio kabyle ;
- une trésorière : Mme Mina Charlette.

Mohand Arab Bessaoud assurait les fonctions de secrétaire de l’association. Le travail de l'Académie berbère a contribué à l’éclosion et à l’éveil des consciences pour la reconnaissance de l’identité et des cultures amazighes, notamment en Algérie.
L'association est finalement dissoute en 1978, à la suite de pressions du gouvernement algérien sur la France.

## Travaux

Le drapeau berbère, créé par Youcef Medkour

L’Académie berbère proposa un alphabet standard sur la base du tifinagh diffusé en Algérie, dans le but de faire revivre une écriture vieille de plusieurs millénaires et de transcrire l'ensemble des dialectes berbères.
Périodiquement, et souvent en tifinagh, elle publiait la revue Imazighen.
L'Académie berbère est également à l'origine de la création du drapeau berbère.